# Промисловість органічних барвників
Промисло́вість органі́чних барвникі́в — підгалузь хімічної промисловості, яка виробляє барвники для тканин, шкір, хутра, синтетичних матеріалів. Крім барвників галузь виробляє також речовини, які надають тканинам спеціальні властивості: незмочуваність, незбігливість тощо.